# マイアミ郡 (オハイオ州)
マイアミ郡（英: Miami County）は、アメリカ合衆国オハイオ州の西部に位置する郡である。人口は10万8774人（2020年）。郡庁所在地はトロイであり、同郡で人口最大の都市である。
マイアミ郡はデイトン都市圏に属している。郡名はマイアミ族インディアンから採られたが、その意味については諸説あって定まっていない。

## 地理
アメリカ合衆国国勢調査局に拠れば、郡域全面積は409.66平方マイル (1,061.0 km2)であり、このうち陸地406.58平方マイル (1,053.0 km2)、水域は3.08平方マイル (8.0 km2)で水域率は0.75%である。

### 隣接する郡

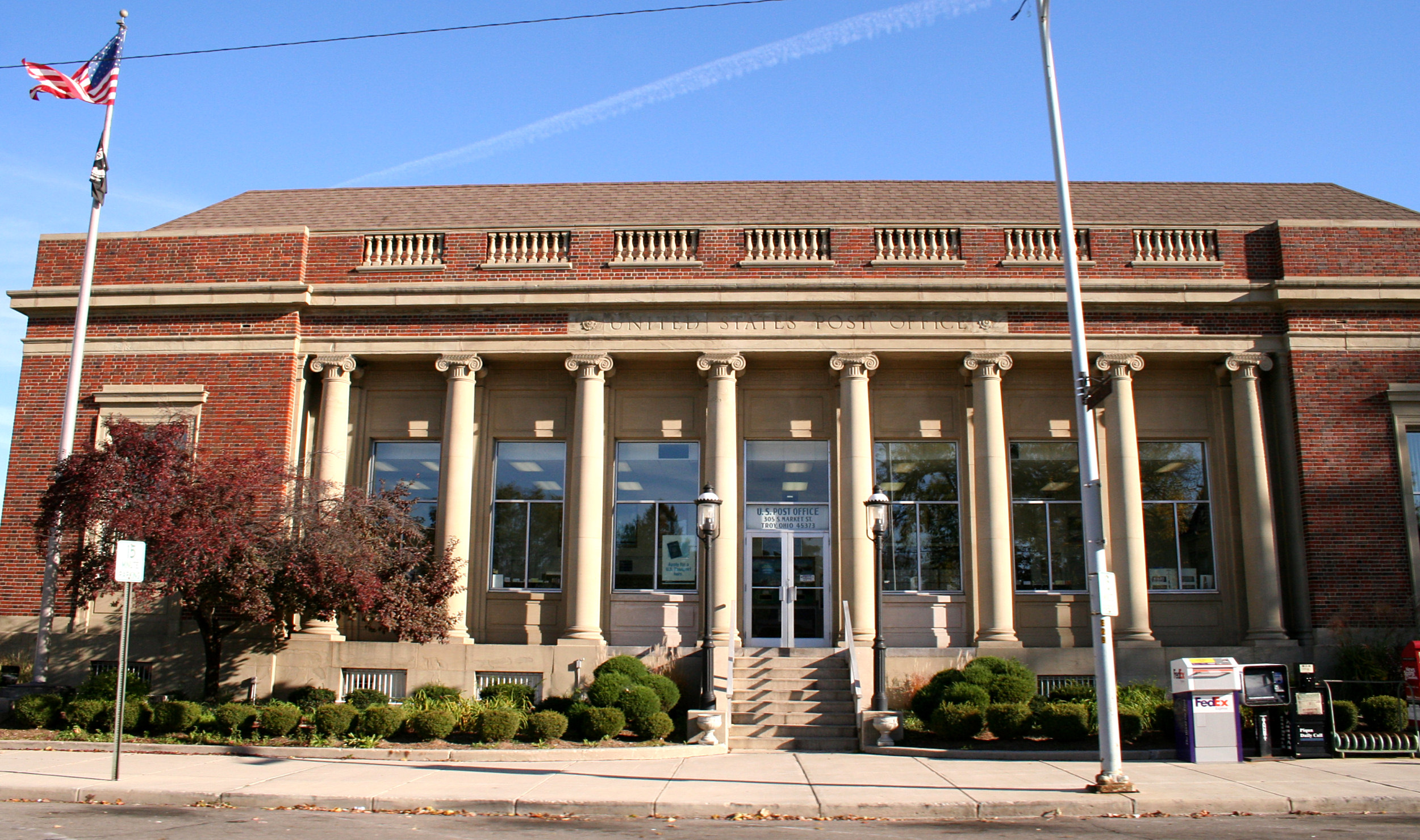
トロイ郵便局

- シェルビー郡 - 北
- シャンペーン郡 - 北東
- クラーク郡 - 南東
- モンゴメリー郡 - 南
- ダーク郡 - 西

## 人口動態
以下は2000年国勢調査による人口統計データである。
| 基礎データ - 人口: 98,868人 - 世帯数: 38,437 世帯 - 家族数: 27,943 家族 - 人口密度: 94人/km2（243人/mi2） - 住居数: 40,554軒 - 住居密度: 38軒/km2（100軒/mi2） 人種別人口構成 - 白人: 95.78% - アフリカン・アメリカン: 1.95% - ネイティブ・アメリカン: 0.19% - アジア人: 0.79% - 太平洋諸島系: 0.01% - その他の人種: 0.28% - 混血: 1.00% - ヒスパニック・ラテン系: 0.73% 年齢別人口構成 - 18歳未満: 25.9% - 18-24歳: 7.6% - 25-44歳: 28.4% - 45-64歳: 24.8% - 65歳以上: 13.2% - 年齢の中央値: 38歳 - 性比（女性100人あたり男性の人口） - 総人口: 96.2 - 18歳以上: 92.4 | 世帯と家族（対世帯数） - 18歳未満の子供がいる: 33.3% - 結婚・同居している夫婦: 59.5% - 未婚・離婚・死別女性が世帯主: 9.7% - 非家族世帯: 27.3% - 単身世帯: 23.2% - 65歳以上の老人1人暮らし: 9.5% - 平均構成人数 - 世帯: 2.54人 - 家族: 2.99人 収入と家計 - 収入の中央値 - 世帯: 44,109米ドル - 家族: 51,169米ドル - 性別 - 男性: 37,357米ドル - 女性: 25,493米ドル - 人口1人あたり収入: 21,669米ドル - 貧困線以下 - 対人口: 6.7% - 対家族数: 5.1% - 18歳未満: 9.1% - 65歳以上: 5.6% |

## 郡区

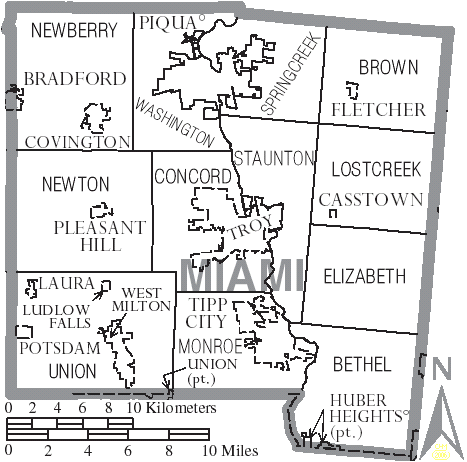
マイアミ郡図

マイアミ郡は下記12の郡区に分割されている。
| - ベセル - ブラウン - コンコード - エリザベス | - ロストクリーク - モンロー - ニューベリー - ニュートン | - スプリングクリーク - ストーントン - ユニオン - ワシントン |

### 都市
| - クレイトン（部分） - ヒューバーハイツ（部分） - ピクア | - ティップシティ - トロイ - 郡庁所在地 - ユニオン（部分） |

### 村
| - ブラッドフォード（部分） - カスタウン - コビントン | - フレッチャー - ローラ - ラドローフォールズ | - プレザントヒル - ポツダム - ウェストミルトン |

### 未編入の町
- ブラント
- コノーバー
- フォーントン
- ウェストチャールストン

## 教育

### 公共教育学区
- ベセル・ローカル教育学区
  - ベセル高校、ティップシティ市
- ブラッドフォード教育学区
  - ブラッドフォード高校、ブラッドフォード村
- コビントン免除村教育学区
  - コビントン高校、コビントン村
- マイアミ・イースト・ローカル教育学区
  - マイアミ・イースト高校、カスタウン村
- ミルトン・ユニオン免除村教育学区
  - ミルトン・ユニオン高校、ウェストミルトン村
- ニュートン・ローカル教育学区
  - ニュートン高校、ニュートン郡区
- ピクア市教育学区
  - ピクア高校、ピクア市
- ティップシティ免除村教育学区
  - ティピカヌー高校、ティップシティ市
- トロイ市教育学区
  - トロイ高校、トロイ市